# Santa Caterina da Siena a Magnanapoli
Santa Caterina da Siena a Magnanapoli är en kyrkobyggnad Rom, helgad åt den heliga Katarina av Siena. Kyrkan är belägen vid Largo Magnanapoli i Rione Monti och tillhör församlingen Santi XII Apostoli.
Kyrkans tillnamn (cognome) ”Magnanapoli” är en etymologisk förvrängning av Balnea Pauli, ”Paulus bad”, en badanläggning som var belägen i området.

## Kyrkans historia
Ett dominikankloster och en kyrka uppfördes på platsen omkring år 1575. I slutet av 1620-talet företogs en ombyggnad av kyrkan under ledning av arkitekten Giovanni Battista Soria. Kyrkan konsekrerades år 1640. Under fasadens dubbeltrappa är Cripta dei Caduti belägen. Denna krypta är tillägnad de italienska soldater, vilka stupade i första och andra världskriget. Altaret har ett bronskrucifix, utfört av Romano Romanelli.

## Interiör
Långhusets takfresk är ett verk av Luigi Garzi och framställer Den heliga Katarinas förhärligande.
Över högaltaret har Melchiorre Cafà utfört högreliefen Den heliga Katarinas apoteos. Denna flankeras av Pietro Braccis bägge högreliefer, vilka föreställer Den heliga Agnes av Montepulciano och Den heliga Rosa av Lima. Högaltarets tabernakel är utfört i agat, lapis lazuli och förgylld brons av Carlo Marchionni 1787.
Kyrkan har sex sidokapell, tre på var sida.

### Höger sida
Cappella di Santa Maria Maddalena
Första sidokapellet på höger hand är invigt åt den heliga Maria Magdalena. Benedetto Lutis altarmålning framställer Den heliga Maria Magdalenas kommunion.
Cappella dei Ognissanti
Det andra kapellet är invigt åt Alla helgon och har Luigi Garzis målning Jungfru Maria uppenbarar sig för den heliga Katarina av Siena.
Cappella di San Domenico
Det tredje kapellet, invigt åt den helige Dominicus, har bland annat målningen Den helige Dominicus uppväcker ett barn, utförd av Biagio Puccini.

### Vänster sida
Cappella di San Nicola di Bari
Första sidokapellet på vänster hand är invigt åt den helige Nikolaus av Bari. Altarmålningen visar Den helige Nikolaus uppenbarelse av Pietro Nelli.
Cappella dei Santi Arcangeli
Kapellet är invigt åt de tre ärkeänglarna Mikael, Gabriel och Rafael. Altarmålningen utgörs av Giuseppe Passeris De tre Ärkeänglarna.
Cappella della Madonna del Rosario
Det tredje kapellet till vänster är invigt åt Vår Fru av Rosenkransen. Altarmålningen Vår Fru av Rosenkransen är ett verk av Giuseppe Passeri. På kapellets bägge sidoväggar återfinns gravmonumenten över Giuseppe Bonanni och Virginia Primi, utförda av Giuliano Finelli. I kapellet finns även fresker, vilka bland annat framställer Bebådelsen och Jungfru Marie himmelsfärd.
I korridoren, som leder från kyrkorummet till sakristian, bevaras två fresker från slutet av 1400-talet: Den heliga Birgitta och Den heliga Katarina av Alexandria.

## Bilder

Korets högreliefer
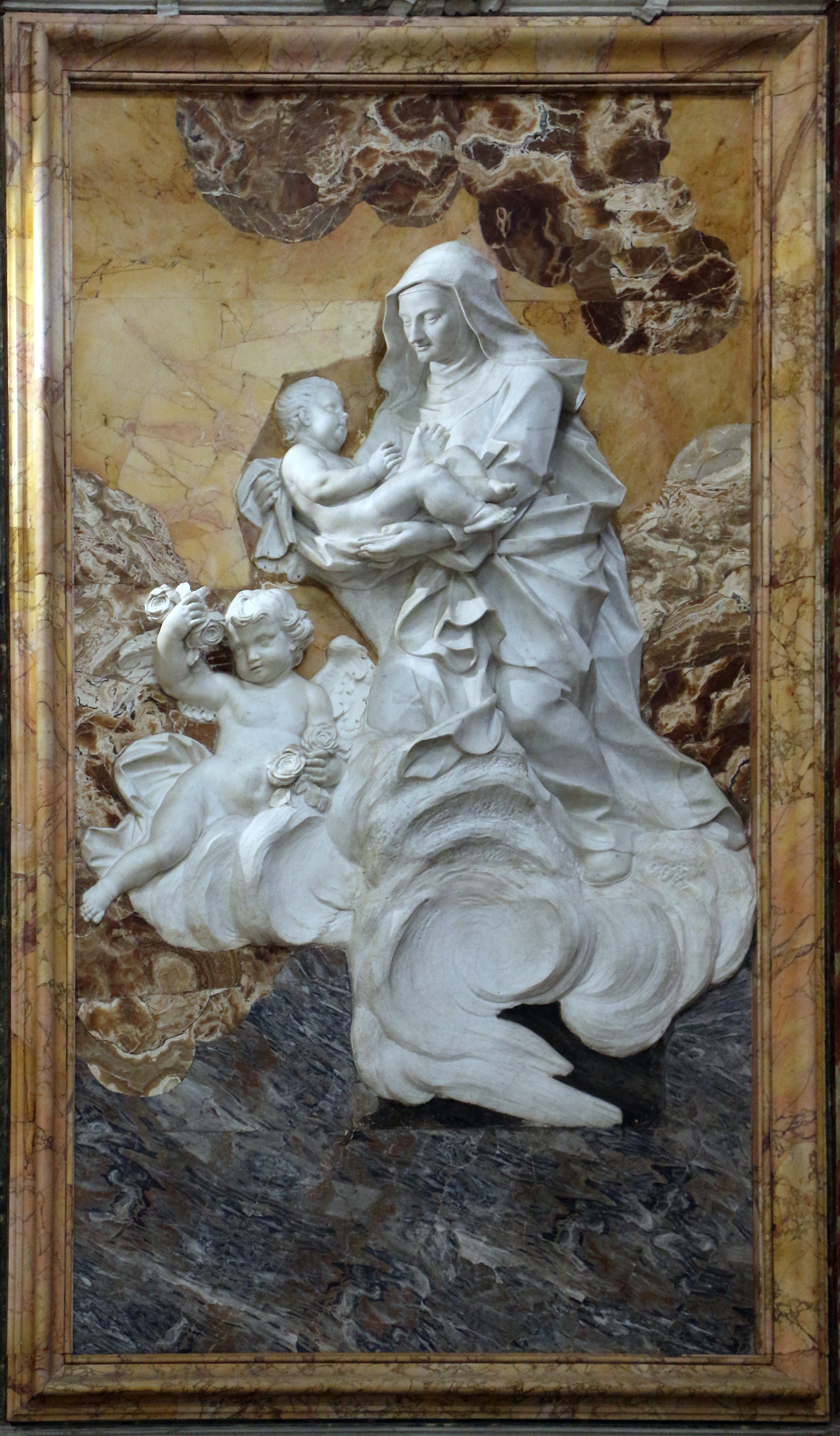
Den heliga Rosa av Lima, utförd av Pietro Bracci.
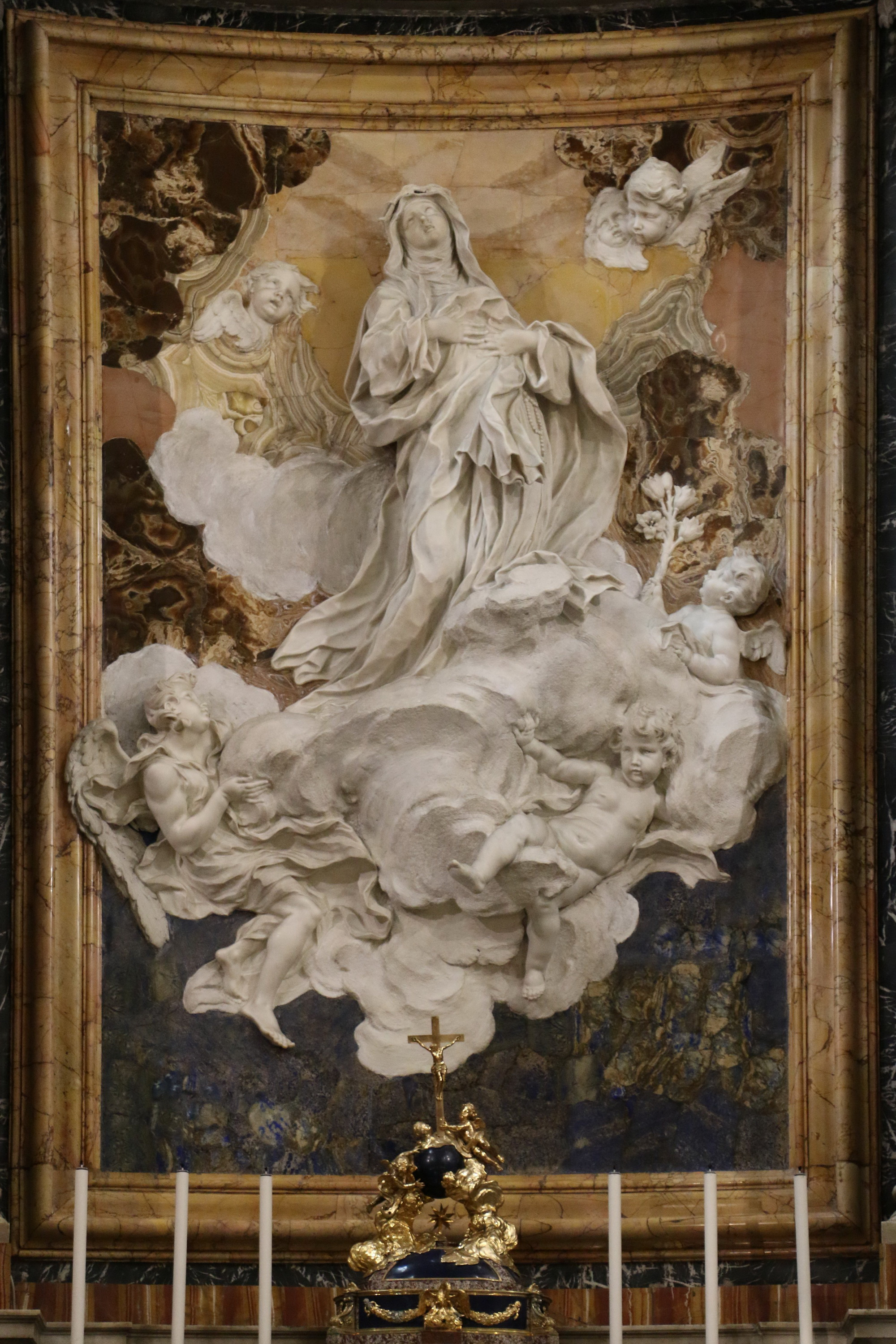
Den heliga Katarina av Sienas förhärligande, utförd av Melchiorre Cafà.
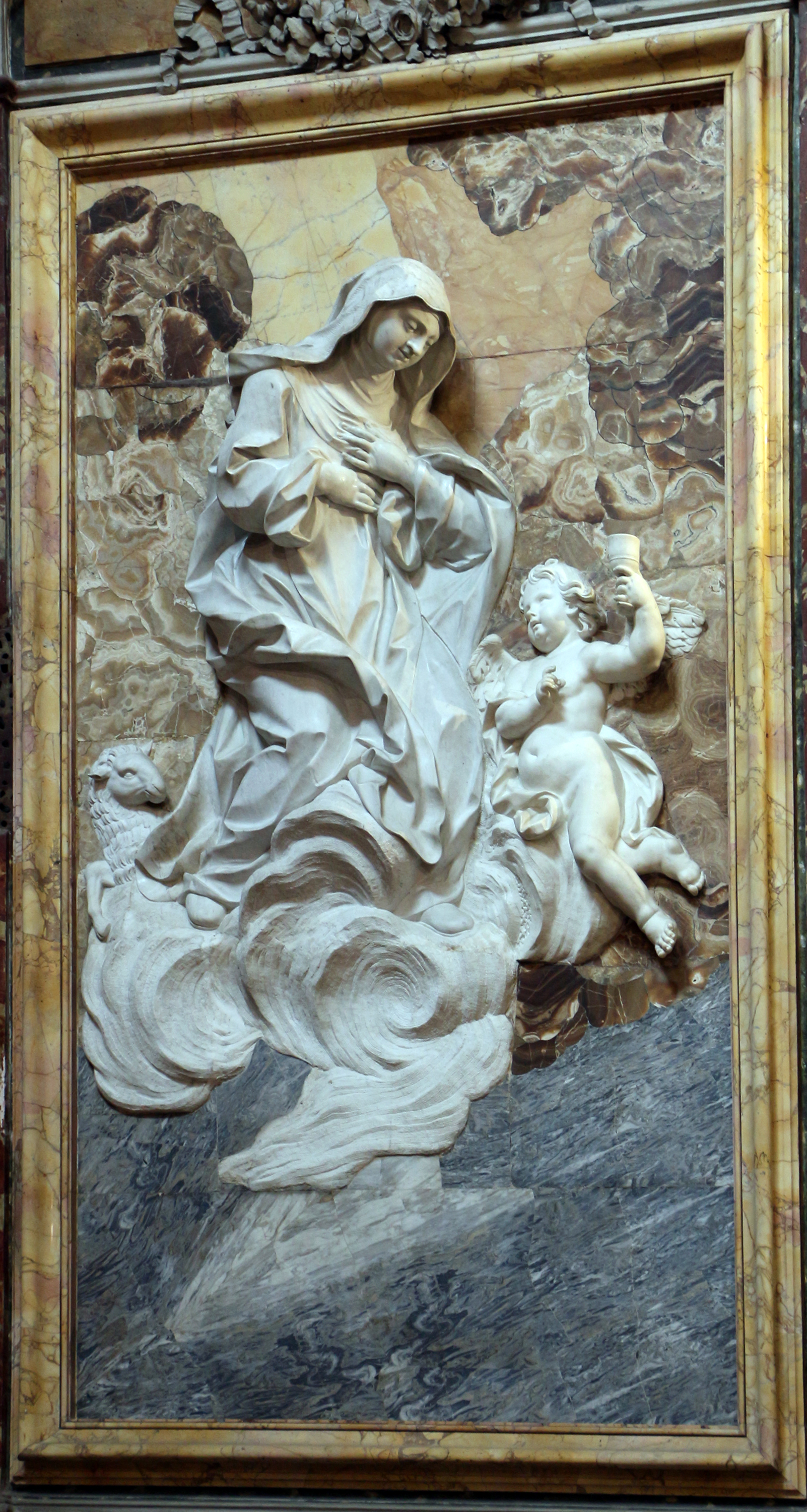
Den heliga Agnes av Montepulciano, utförd av Pietro Bracci.

| - Torre delle Milizie och Santa Caterina da Siena, akvarell utförd av Ettore Roesler Franz. - Tabernakel av Carlo Marchionni. - Gravmonument över Giuseppe Bonanni, utfört av Giuliano Finelli. - Gravmonument över Virginia Primi, utfört av Giuliano Finelli. |